# Jim Hall
James Stanley Hall (Búfalo, 4 de diciembre de 1930-Manhattan, Nueva York, 10 de diciembre de 2013), conocido como Jim Hall, fue un guitarrista estadounidense de jazz. 
Poseedor de un sonido sutil, imaginativo, muy expresivo y avanzado armónicamente, se trata de la máxima referencia actual de la guitarra en el jazz. Su colega Pat Metheny lo calificó como "el mejor guitarrista vivo". Otras grandes figuras de la guitarra jazzística como John Abercrombie y Bill Frisell lo han considerado su maestro.

## Biografía
Creció en el medio oeste estadounidense. Su madre le compró una guitarra y tenía un tío que tocaba música country y cantaba, y que fue quien le animó a estudiar la guitarra y le hizo conocer a los grandes del jazz de su época: Charlie Christian, Art Tatum y Jimmie Lunceford. Cuando tenía trece años escuchó a Charlie Christian con el sexteto de Benny Goodman, en concreto el tema "Grand Slam", lo que le supuso una fuerte conmoción espiritual. Fue su primera influencia.
A los dieciséis años se trasladó con su familia a Cleveland, Ohio, donde completó sus estudios formales en el Cleveland Institute of Music. 
Hall fue uno de los miembros del Chico Hamilton Quintet, donde dio sus primeros pasos profesionales en 1955 y 1956. Más tarde formó parte del legendario grupo de Jimmy Giuffre, cuyo sonido cool, instrospectivo y avanzado, caracterizaría más tarde al propio Hall. Con Giuffre aprendió la importancia de la escucha y la reacción, y además le ayudó a lograr que su guitarra sonara como un saxo. También tuvo con él la oportunidad de aprender sobre composición y arreglos.
A finales de los años 50, su nombre se vio asociado a la corriente músico cultural denominada avant garde. 
En 1962, después de participar en la gira suramericana de Ella Fitzgerald, el saxofonista Sonny Rollins invitó a Hall a incorporarse a su agrupación. El resultado, The Bridge, está considerado como un clásico del jazz, en especial por la comunicación sutil y profunda del saxo y la guitarra. También estuvo cerca del saxofonista Ornette Coleman.
El año siguiente, Hall, un artista que se haría famoso por sus colaboraciones, grabó Undercurrent, un disco en colaboración con Bill Evans que volvería a repetirse en Interplay y en Intermoludation. 
Más tarde grabó con otros pianistas como Michel Petrucciani, Enrico Pieranunzi y Red Mitchell. También tocó con Pat Metheny, con quien hizo un dúo en 1999, Bill Frisell o el brasileño Óscar Castro-Neves. Otro de sus dúos más reconocidos, que se prolongó durante varios discos, como Telephone y Alone Together, fue con el contrabajista Ron Carter. 
Jim Hall and Basses (2001), una serie de sesiones en estudio, lo encuentra midiéndose con los contrabajos de George Mraz, Dave Holland, Christian McBride, Charlie Haden y Scott Colley. 
Jim Hall grabó dos versiones del Concierto de Aranjuez. Una de ellas, Concierto (1975), considerada su obra maestra, contaba con la presencia de Chet Baker, Paul Desmond y Ron Carter, entre otros. 
En 1996, Hall lanzó Textures, un disco con una orquesta de cuerdas, fuertemente basado en la tradición de unir música clásica y jazz que se llamó Third Stream, y en el que el guitarrista revelaba su faceta como compositor.
Falleció en Manhattan el 10 de diciembre de 2013 a los 83 años.

## Discografía

### Como líder
- Jazz Guitar (Pacific Jazz, 1957)
- The Street Swingers (World Pacific, 1957) with Bob Brookmeyer and Jimmy Raney
- Jazz Abstractions (Atlantic, 1960) with Gunther Schuller
- Two Jims and Zoot (Mainstream, 1964) with Jimmy Raney and Zoot Sims
- It's Nice to Be With You (MPS, 1969)
- Where Would I Be? (Milestone, 1971)
- Alone Together (Milestone, 1972) with Ron Carter
- Concierto (with Chet Baker and Paul Desmond, CTI, 1975)
- Live! (Verve, 1975)
- Live in Tokyo (Paddle Wheel, 1976)
- Commitment (A&M, 1976)
- Jim Hall and Red Mitchell (live at Sweet Basil, Artists House, 1978)
- Big Blues (with Art Farmer, CTI, 1978)
- Concierto De Aranjuez (w/ Dave Mathews Orchestra, Evidence, 1981)
- First Edition (Concord, 1981) (with George Shearing)
- Circles (Concord, 1981)
- Studio Trieste (CTI, 1982)
- Live at the Village West (with Ron Carter, Concord, 1984)
- Telephone (with Ron Carter, Concord, 1985)
- Power of Three (with Michel Petrucciani and Wayne Shorter, Blue Note, 1986)
- Jim Hall's Three (with Steve La Spina and Akira Tana, Concord, 1986)
- These Rooms (Denon, 1988)
- All Across the City (Concord, 1989)
- Live at Town Hall, Vols. 1 & 2 (Music Masters, 1990)
- Subsequently (Music Masters, 1992)
- Youkali (CTI, 1993)
- Something Special (Inner City, 1993)
- Dedications & Inspirations (Telarc, 1993)
- Dialogues (Telarc, 1995)
- Textures (Telarc, 1996)
- Panorama: Live at the Village Vanguard (Telarc, 1997)
- By Arrangement (Telarc, 1998)
- Jim Hall & Pat Metheny (Telarc, 1999)
- Grand Slam: Live at the Regatta Bar (with Joe Lovano, Telarc, 2000)
- Jim Hall & Basses (Telarc, 2001)
- Duologues (with Enrico Pieranunzi, Cam Jazz, 2004)
- Magic Meeting (with Scott Colley and Lewis Nash, ArtistShare, 2005)
- Free Association (with Geoffrey Keezer, ArtistShare, 2006)
- Hemispheres (with Bill Frisell, Joey Baron and Scott Colley, ArtistShare, 2008)
- Conversations (with Joey Baron, ArtistShare, 2010)
- Live at Birdland (with Joey Baron, Greg Osby, Steve Laspina, ArtistShare, 2013)
- Live! vol. 2–4 (with Don Thompson and Terry Clarke, ArtistShare, 2013)
- Jim Hall Live in London at Ronnie Scott's – 1966 (with Jeff Clyne, Allan Ganley, Harkit Digital, July, 2016)

### Como músico de sesión
Con Manny Albam
- Jazz Goes to the Movies (Impulse!, 1962)

Con Bob Brookmeyer
- Traditionalism Revisited (World Pacific, 1957)
- Kansas City Revisited (United Artists, 1958)
- 7 x Wilder (Verve, 1961)
- Trombone Jazz Samba (Verve, 1962)

Con Gary Burton
- Something's Coming! (RCA, 1963)

Con Ornette Coleman
- Broken Shadows (Columbia, 1972 [1982])

Con Ron Carter
- Telephone (Concord 1990: live 1984)

Con Paul Desmond
- First Place Again (Warner Bros, 1959)
- Desmond Blue (RCA Victor, 1961) also released as Late Lament with bonus tracks
- Two of a Mind (RCA Victor, 1962) with Gerry Mulligan
- Take Ten (RCA Victor 1963)
- Glad To Be Unhappy (RCA Victor, 1964)
- Bossa Antigua (RCA Victor, 1964)
- Easy Living (RCA Victor 1965)

Con Bill Evans
- Interplay (Riverside, 1962)
- Undercurrent (Blue Note, 1963)
- Intermodulation (Verve, 1966)
- Loose Blues (Milestone, 1982) (recorded 1962)

Con Art Farmer
- Listen to Art Farmer and the Orchestra (Mercury, 1962)
- Interaction (Atlantic, 1963)
- Live at the Half-Note (Atlantic, 1963)
- To Sweden with Love (Atlantic, 1964)

Con Ella Fitzgerald
- Ella in Berlin: Mack the Knife (Verve, 1960)

Con Stan Getz
- What the World Needs Now: Stan Getz Plays Burt Bacharach and Hal David (Verve, 1968)

Con Jimmy Giuffre
- The Jimmy Giuffre 3 (Atlantic, 1957)
- Trav'lin' Light (Atlantic, 1958)
- The Four Brothers Sound (Atlantic, 1958)
- Western Suite (Atlantic, 1958)
- Herb Ellis Meets Jimmy Giuffre (Verve, 1959) with Herb Ellis
- 7 Pieces (Verve, 1959)
- The Easy Way (Verve, 1959)
- The Jimmy Giuffre Quartet in Person (Verve, 1960)
- Hollywood & Newport 1957–1958 (Fresh Sound, 1992)
- Complete Studio Recordings (Gambit Spain, 2005)

Con Chico Hamilton
- Chico Hamilton Quintet featuring Buddy Collette (Pacific Jazz, 1955)
- The Original Chico Hamilton Quintet (World Pacific, 1955 [1960])
- Chico Hamilton Quintet in Hi Fi (Pacific Jazz, 1956)
- Chico Hamilton Trio (Pacific Jazz, 1956)
- Ellington Suite (World Pacific, 1959)

Con Hampton Hawes
- All Night Session! Vol. 1 (Contemporary, 1956 [1958)
- All Night Session! Vol. 2 (Contemporary, 1956 [1958)
- All Night Session! Vol. 3 (Contemporary, 1956 [1958)

Con Lee Konitz
- You and Lee (Verve, 1959)

Con el Kronos Quartet
- Music of Bill Evans (Savoy, 1986)

Con John Lewis
- Grand Encounter (Pacific Jazz, 1956)
- The John Lewis Piano (Atlantic, 1957)
- The Wonderful World of Jazz (Atlantic, 1960)
- Essence (Atlantic, 1962)

Con el Modest Jazz Trio
- Good Friday Blues (Disques Vogue, 1960)

Con Gary McFarland
- The Jazz Version of "How to Succeed in Business without Really Trying" (Verve, 1962)

Con Helen Merrill
- Something Special (Inner City, 1967)
- A Shade of Difference (Milestone, 1968)

Con Jack Montrose
- Blues and Vanilla (RCA Victor, 1956)
- The Horn's Full (RCA Victor, 1957)

Con James Moody
- Great Day (Argo, 1963)

Con Gerry Mulligan
- Gerry Mulligan '63 (Verve, 1963)
- Night Lights (Philips, 1963)
- Butterfly with Hiccups (Limelight, 1964)

Con Mark Murphy
- That's How I Love the Blues! (Riverside, 1962)

Con Greg Osby
- The Invisible Hand (Blue Note, 2000)

Con Sonny Rollins
- The Bridge (Bluebird, 1962)
- What's New? (Bluebird, 1962)
- The Standard Sonny Rollins (RCA Victor, 1964)
- Road Shows Vol. 2 (EmArcy, 2011)

Con Lalo Schifrin
- Piano, Strings and Bossa Nova (MGM, 1962)

Con Sonny Stitt
- Stitt Plays Bird (Atlantic, 1964)

Con Bill Smith
- Folk Jazz (Contemporary, 1959)

Con Billy Taylor
- Impromptu (Mercury, 1962)

Con Ben Webster
- Ben Webster at the Renaissance (Contemporary, 1960)